# Cineplexx
Cineplexx je družba za predvajanje kino predstav, ki ima sedež v Avstriji. Družba je bila ustanovljena leta 1993 in večinoma upravlja z multiplex kino centri (več kinodvoran v istem kompleksu).
Družba deluje prevsem v Avstriji, kjer ima v lasti 27 kino centrov, okrog leta 2000, pa se je družba začela širiti še v Jugovzhodna Evropa. Do zdaj je družba nabavila ali zgradila kino centre v Zagrebu, Splitu in Osijeku na Hrvaški, v Skopju v Makedoniji, v Beogradu in Kragujevacu v Srbiji, v Podgorici v Montenegru in v Ljubljani, Mariboru, Celju, Kranju, Novem mestu, Kopru in Murski Soboti v Sloveniji. Poleg tega upravlja tudi s kino centrom v Boznu, Italija. Družba je objavila, da bo v prihodnosti nadaljevala s širjenjem in tako postala vodilna veriga kinodvoran v regiji.

## Kinodvorane
- Apollo Kino, Dunaj
- Cineplexx Ljubljana Rudnik Slovenija
- Cineplexx Amstetten
- Cineplexx Donauplex
- Cineplexx Gradec
- Cineplexx Hohenems
- Cineplexx Innsbruck
- Cineplexx Lauterach
- Cineplexx Leoben
- Cineplexx Linz
- Cineplexx Mattersburg
- Cineplexx Reichsbrücke
- Cineplexx Salzburg Letališče
- Cineplexx Salzburg Mesto
- Cineplexx Spittal
- Cineplexx Beljak
- Cineplexx Dunaj Auhof
- Cineplexx Dunajski Neustadt
- Cineplexx Wienerberg
- Cineplexx Wörgl
- Cineplexx Bozen
- Cineworld, Wels
- Village Cinemas, Dunaj
- Actors Studio, Dunaj
- Artis International, Dunaj
- Beethoven Kino, Baden
- Filmtheater, Kitzbühel
- Geidorf Kunstkino, Gradec
- Stadtkino, Beljak
- Urania Kino, Dunaj
- Priština, Kosovo
- Prizren, Kosovo
- Peč, Kosovo
- Kabash, Has Republik.

## Cineplexx Slovenija
Družba Cineplexx International GmbH je julija 2012 odkupila kinodvorane v lasti Planeta Tuš v Mariboru, Celju, Kopru, Novem mestu in Kranju, v lasti Maksimusa v Murski Soboti Ter v lasti Supernove v Ljubljani  S tem je družba kinematografe tudi popolnoma prenovila, da so bili v skladu z delovanjem Cineplexxa: vse sisteme so digitalizirali, uvedli so podporo filmom v 3D-tehnologiji, dvorane so opremili z novimi sedeži, itd.
Od aprila 2022 pa deluje tudi nov Cineplexx kinematograf v Supernovi Ljubljani Rudnik.

### Število sedežev
| Mesto         | Dvorana 1 | Dvorana 2 | Dvorana 3 | Dvorana 4 | Dvorana 5 | Dvorana 6 | Dvorana 7 | Dvorana 8 |
| ------------- | --------- | --------- | --------- | --------- | --------- | --------- | --------- | --------- |
| Ljubljana     | 291       | 182       | 174       | 324       | 120       | 166       | 99        | /         |
| Maribor       | 488       | 234       | 234       | 156       | 143       | 162       | 198       | 180       |
| Celje         | 386       | 314       | 167       | 198       | 124       | 153       | 135       | 135       |
| Koper         | 420       | 260       | 234       | 208       | 208       | 168       | /         | /         |
| Kranj         | 406       | 202       | 202       | 202       | 202       | /         | /         | /         |
| Novo mesto    | 221       | 221       | 198       | 198       | 144       | /         | /         | /         |
| Murska Sobota | 190       | 120       | 133       | /         | /         | /         | /         | /         |